# Mont Erciyes
Le mont Erciyes (en turc : Erciyes dağı prononcé [ɛɾʤi'ɛs da:'ɯ]), ou mont Argée (Ardjéh dagh) est un volcan endormi du Miocène, situé à 25 km au sud de Kayseri, en Turquie.
Le mont Erciyes est le point culminant d'Anatolie centrale (3 916 mètres). Il appartient à la région volcanique qui s'étend au nord du Taurus cilicien et à l’ouest de l’Anti-Taurus.

## Témoignages historiques

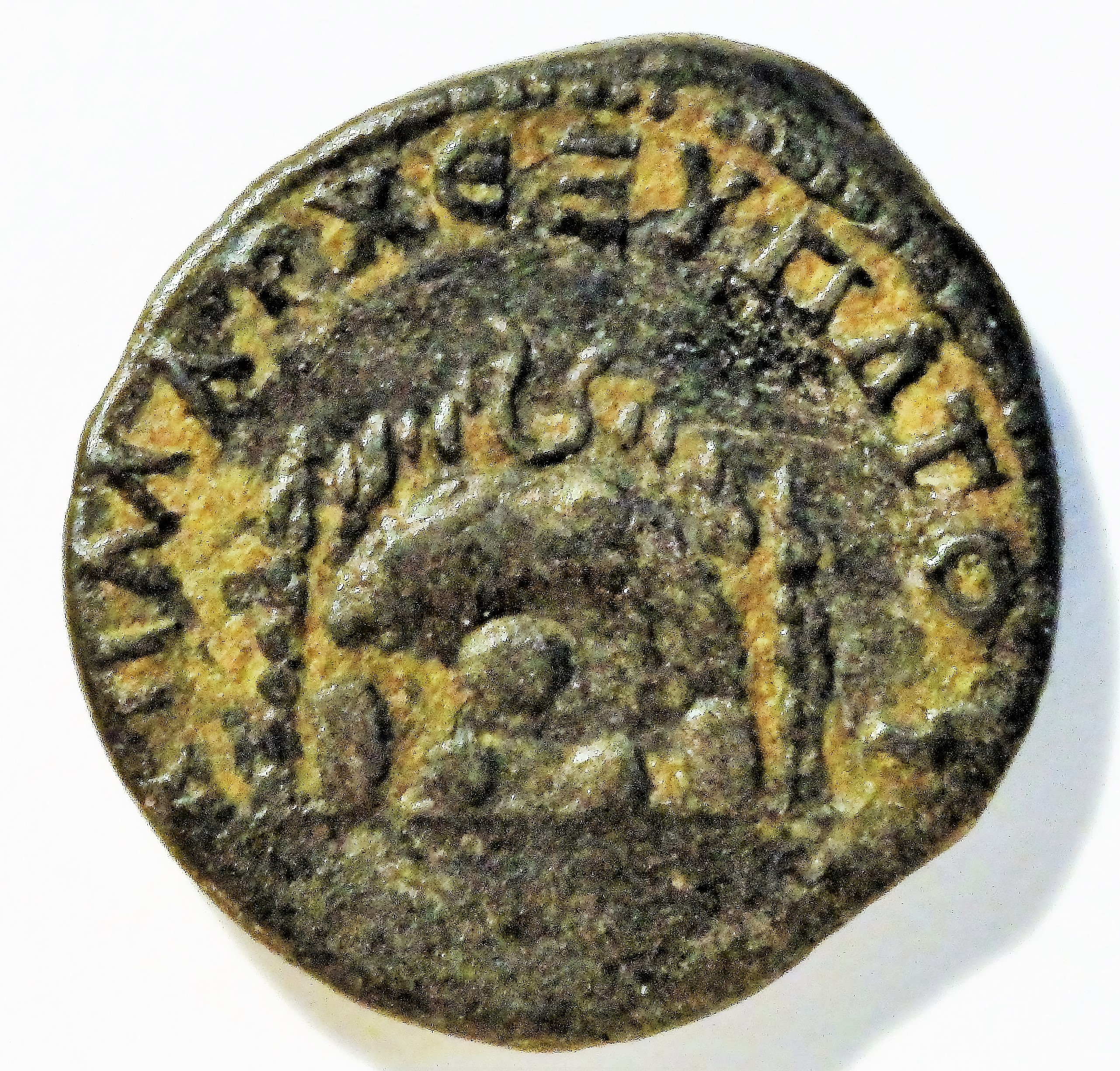
Mont Argée représenté sur un didrachme

Ce sommet était nommé dans l'Antiquité mont Argée (Ἀργαῖος = « argenté » en grec sous la plume de Strabon ; Argaeus, Argeus ou Argeos en latin), et dominait la ville de Césarée (aujourd'hui Kayseri) en Cappadoce. Le mont Argée a été représenté sur nombre de monnaies antiques où il est à l'intérieur d'un temple distyle ou tétrastyle. Dom Calmet, commentant le livre de Judith, l'identifie avec « les grandes montagnes d’Angé » qu'un général d'Assurbanipal aurait franchies avant de s'emparer de Mélothi (Jdt 2,13). La Vulgate le qualifie de « grand » et il dépasse, en effet, toutes les autres cimes de l’Anatolie. C'est dans une caverne du mont Argée que saint Blaise de Sébaste (aujourd'hui Sivas), se retira.
Strabon, né à quelques journées de marche au nord du volcan, le décrit ainsi : 

« C’est la plus haute de toutes les montagnes de cette contrée ; son sommet est toujours couvert de neige. Ceux qui l’ont escaladé (et ils sont peu nombreux) assurent que, par un ciel clair, le regard découvre à la fois les deux mers, le Pont-Euxin et la mer d’Issus. »

— Strabon, Géographiques, livre XII, p. 533
Mais Élisée Reclus, dont la description s’appuyait sur les données de P. Tchihatcheff, d’Hamilton et de Tozer, dit que si, du sommet on contemple un immense horizon, au sud, les remparts du Boulgar-dagh et de l’Aludagh cachent la Méditerranée, et c’est à peine si au nord-est on aperçoit les vagues linéaments des montagnes pontiques.
Le mont Argée et ses glaciers sont évoqués par Elia Kazan dans son film America, America.
Au pied du volcan Erciyes, dans une région autrement marquée par la sécheresse, se trouvent les tentes de semi-nomades. Cette situation particulière permet, malgré l'environnement sec, de disposer de terres fertiles sur lesquelles les semi-nomades peuvent poursuivre leur mode de vie traditionnel.